# Liste der Kulturdenkmale in Günstedt
In der Liste der Kulturdenkmale in Günstedt sind alle Kulturdenkmale der thüringischen Gemeinde Günstedt (Landkreis Sömmerda) und ihrer Ortsteile aufgelistet (Stand: 2006).

## Legende
- Bild: zeigt ein Bild des Kulturdenkmals und gegebenenfalls einen Link zu weiteren Fotos des Kulturdenkmals im Medienarchiv Wikimedia Commons
- Bezeichnung: Name, Bezeichnung oder die Art des Kulturdenkmals
- Lage: Wenn vorhanden Straßenname und Hausnummer des Kulturdenkmals; Grundsortierung der Liste erfolgt nach dieser Adresse. Der Link Karte führt zu verschiedenen Kartendarstellungen und nennt die Koordinaten des Kulturdenkmals.
 Kartenansicht, um Koordinaten zu setzen – in dieser Kartenansicht sind Kulturdenkmale ohne Koordinaten mit einem roten bzw. orangen Marker dargestellt und können in der Karte gesetzt werden. Kulturdenkmale ohne Bild sind mit einem blauen bzw. roten Marker gekennzeichnet, Kulturdenkmale mit Bild mit einem grünen bzw. orangen Marker.
- Datierung: gibt das Jahr der Fertigstellung beziehungsweise das Datum der Erstnennung oder den Zeitraum der Errichtung an
- Beschreibung: bauliche und geschichtliche Einzelheiten des Kulturdenkmals, vorzugsweise die Denkmaleigenschaften
- ID: Die ID identifiziert das Kulturdenkmal eindeutig. In Thüringen sind aktuell keine IDs veröffentlicht. In der ID-Spalte kann sich auch folgendes Icon  befinden, dies führt zu Angaben zu diesem Kulturdenkmal bei Wikidata.

## Günstedt
Denkmalensemble
| Bild                                    | Bezeichnung | Lage         | Datierung | Beschreibung | ID |
| --------------------------------------- | ----------- | ------------ | --------- | ------------ | -- |
| Direkt Bild zu diesem Denkmal hochladen |             | Lange Straße |           |              |    |

Einzeldenkmale
| Bild                           | Bezeichnung                                                      | Lage                      | Datierung | Beschreibung                             | ID |
| ------------------------------ | ---------------------------------------------------------------- | ------------------------- | --------- | ---------------------------------------- | -- |
| weitere Bilder Fotos hochladen | Kirche mit Ausstattung und Friedhof mit historischen Grabsteinen | Kirchplatz 1 (Karte)      |           | St.-Petri-Pauli-Kirche wurde 1370 gebaut |    |
| BW                             | Kriegerdenkmal                                                   | Kirchplatz (Karte)        |           |                                          |    |
| BW                             | Wohnhaus und Stall                                               | Backhausstraße 80 (Karte) |           |                                          |    |
| BW                             | Tür und Inschriftstein                                           | Lange Straße 185 (Karte)  |           |                                          |    |
| BW                             | Hofanlage                                                        | Lange Straße 187 (Karte)  |           |                                          |    |
| BW                             | Wohnhaus                                                         | Lange Straße 196 (Karte)  |           |                                          |    |
| BW                             | Gasthaus mit Tanzsaal                                            | Lange Straße 205 (Karte)  |           |                                          |    |
| BW                             | Wohnhaus                                                         | Lange Straße 206 (Karte)  |           |                                          |    |
| BW                             | Wohnhaus                                                         | Lange Straße 258 (Karte)  |           |                                          |    |
| BW                             | Stall                                                            | Mittelstraße 115 (Karte)  |           |                                          |    |
| BW                             | Hofanlage                                                        | Mittelstraße 128 (Karte)  |           |                                          |    |
| BW                             | Wohnhaus                                                         | Mittelstraße 160 (Karte)  |           |                                          |    |
| BW                             | Hofanlage                                                        | Mittelstraße 161 (Karte)  |           |                                          |    |
| BW                             | Keller                                                           | Schäferstraße 128 (Karte) |           |                                          |    |
| BW                             | Darre                                                            | Schenkstraße 77a (Karte)  |           |                                          |    |
| BW                             | Keller der Gemeindeschenke                                       | Schenkstraße 78 (Karte)   |           |                                          |    |

## Quelle
- Landkreis Sömmerda. (Memento vom 1. Februar 2017 im Internet Archive; PDF; 160 kB) landkreis-soemmerda.de, Auszug aus dem Denkmalbuch des Landes Thüringen